# Josef Špíral
Josef Špíral, pokřtěn jako Josef Špilar (30. ledna 1845 Šťáhlavy – 26. března 1886 říše Barotsů, dnes Zambie) byl bratranec Emila Holuba, účastník jeho druhé cesty do Afriky, při které zemřel.

## Život
Josef Špíral, pokřtěn jako Josef Špilar se narodil v rodině zámečnického mistra Václava Špilara a jeho manželky Barbory, rozené Holubové.
Vyučil se truhlářem a koncem roku 1883 vyplul s Emilem Holubem, jeho manželkou Rosou a pěti dalšími spolupracovníky na druhou Holubovu africkou cestu. Špíral se zajímal o sběr hmyzu, kterého nalovil během cesty 22 000 exemplářů. Již v roce 1885 onemocněl malárii, záchvaty choroby se opakovaly a třetímu záchvatu podlehl. Dr. Holub a spolupracovníci ho pohřbili v místě úmrtí, „...v údolí lešumském“. Po Špíralově smrti opustil výpravu nemocný Antonín Halouzka, který v Čechách informoval o krajanově úmrtí. Dr. Holub se zbytkem doprovodu pokračoval v cestě dál na sever.

## Příbuzenské vazby s dr. Emilem Holubem
Josefova matka Barbora byla dcerou truhlářského mistra Františka Holuba a jeho manželky Anny, rozené Hoblové. Barbora se narodila dne 27. září roku 1806 v Šťáhlavech čp. 31. O více než tři roky později (26. 12. 1809) se zde Františku a Anně Holubovým narodil syn František, později otec lékaře, cestovatele Emila Holuba.
Barbora Holubová se provdala za Václava Špírala, zámečnického mistra a 30. ledna 1845 se jim ve Šťáhlavech v čísle popisném 32 narodil syn Josef. Josef Špíral a Emil Holub byli tedy bratranci.

## Galerie

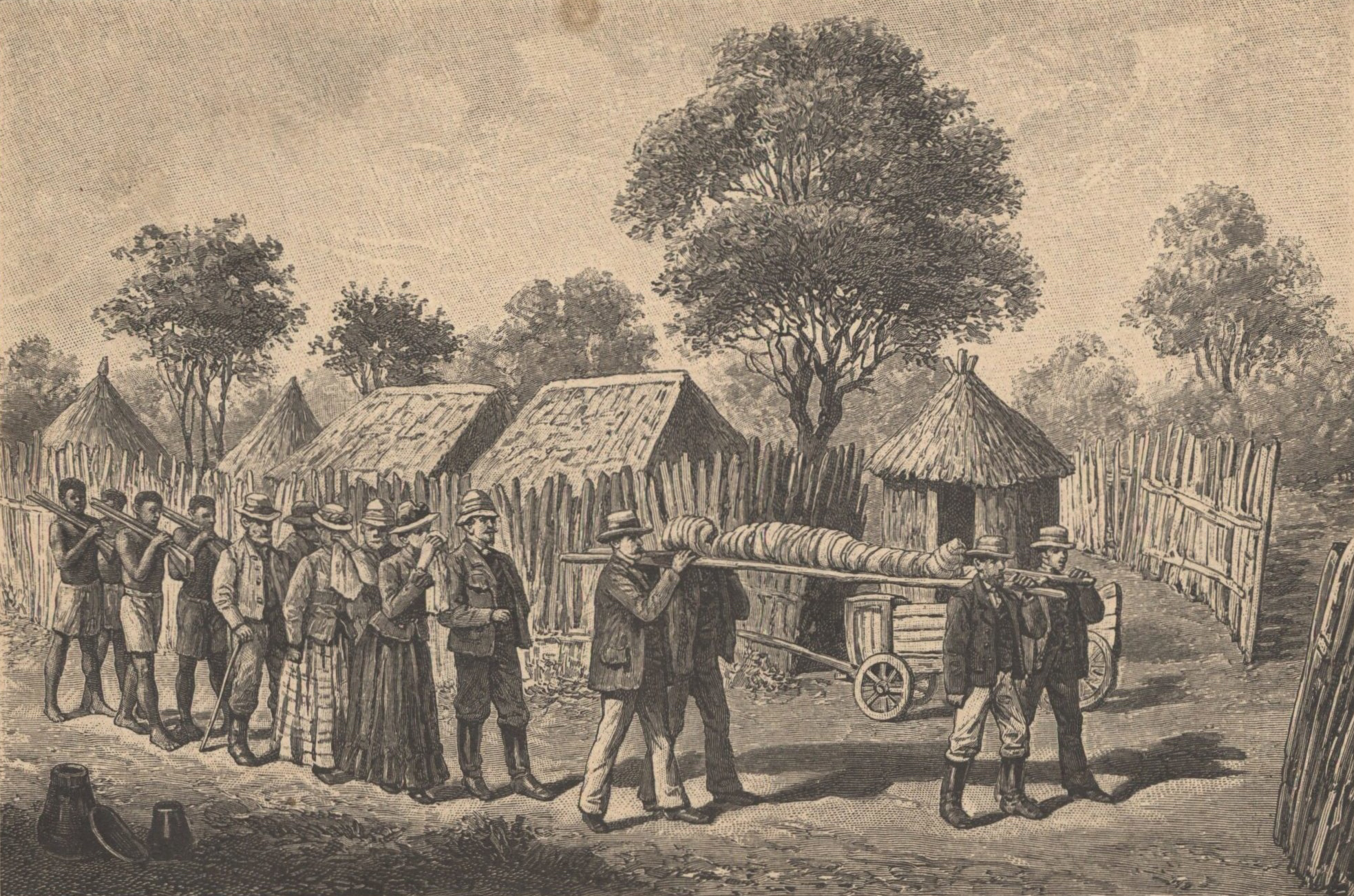
Pohřeb Josefa Špírala, 1886
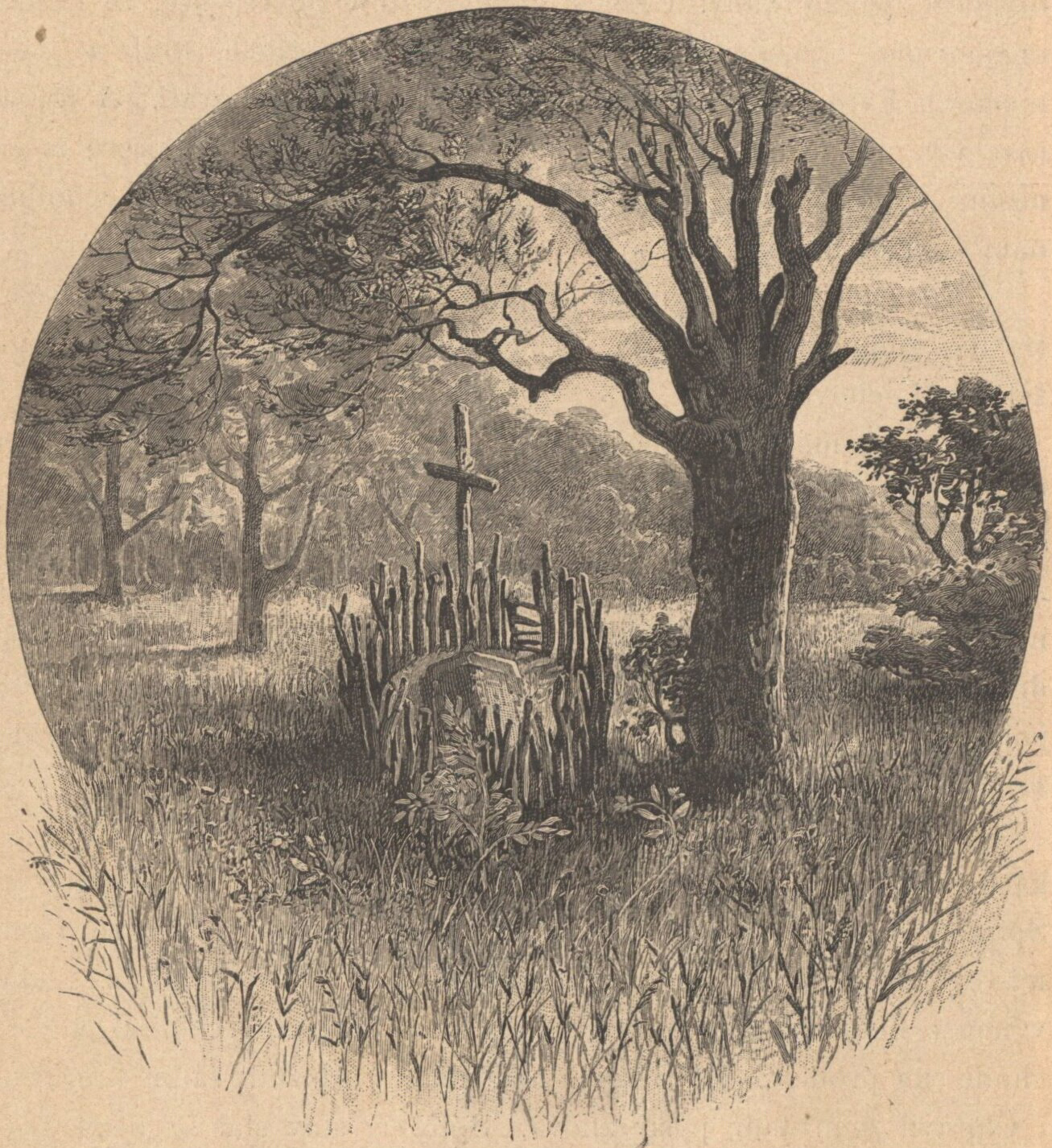
Hrob Josefa Špírala